# Casa Arenas (Vilanova i la Geltrú)
La Casa Arenas és un edifici de Vilanova i la Geltrú (Garraf) inclòs a l'Inventari del Patrimoni Arquitectònic de Catalunya.

## Descripció
La Casa Arenas se situa en un espai on l'arquitectura “d'indianos” de principis del segle XX és la tònica general. Donat que la casa s'inspirava en les antigues cases colonials d'aquells que havien fet fortuna a les Amèriques, el punt sobre el qual es fonamentava la casa, tant físicament com simbòlica era molt car: es tractava d'una casa adossada a un mur-escala. Tres de les seves façanes estaven envoltades per un porxo que fa més amplis els espais interiors i permet crear un espai de transició entre la casa i el jardí. Aquesta disposició recorda les arquitectures del sud dels Estats Units o de Cuba. Els materials emprats són lleugers: una estructura metàl·lica amb sostre del mateix material i persianes de llibret esmaltat de color blanc tan pròpies de la tradició mediterrània.
L'immoble es divideix en dos espais, per un costat un pati d'entrada completament cobert per una pèrgola. Aquí es troba també el garatge i l'entrada a l'habitatge, cobert d'heura. L'altra correspon al conjunt de l'habitatge.
Destaca el paviment de la planta baixa, projectat com un tauler d'escacs blanc i negre. És interessant veure com es manté la continuïtat entre l'interior i el porxo exterior, fent palès l'ordre i el mòdul que organitza el disseny de la casa.
La significació de la Casa Arenas rau en la reinterpretació en clau abstracta de les referències al món colonial.